# 23 Andromedae
23 Andromedae este o stea din constelația Andromeda.